# 数字技术
数字技术（英語：Digital Technology），是一种利用现代计算机技术从而将传统信息资源转换为计算机能够识别的数字信息的技术。通过该技术将各种传统形式的消息转化为可识别的二进制形式从而进一步得在计算机上进行相关工作。